# 말레이폴리네시아어파
말레이·폴리네시아어파는 오스트로네시아어족의 하위 어군으로, 총 약 3억 8550만 명의 화자가 있다. 말레이폴리네시아어파 언어들은 동남아시아와 태평양의 섬나라들에서 오스트로네시아인이 사용하며, 이들은 말레이 반도 등 대륙부 아시아에도 조금 존재한다. 지리적으로 캄보디아와 베트남이 북서쪽 경계에 해당하며, 최북단은 태국 남부의 빠따니를 넘어서지 않는다. 말라가시어는 아프리카 동안의 인도양에 위치한 마다가스카르 섬에서 사용된다. 말레이폴리네시아어파의 범위에서 서쪽 지역은 힌두교, 불교, 그리고 10세기부터는 이슬람교가 융성했기 때문에, 일부 언어들은 산스크리트어와 아랍어로부터 강한 영향을 받았다.
말레이폴리네시아어파의 형태론적 특징 두 가지는 접사 체계와 중첩(하와이어: wikiwiki 위키위키와 같이 단어의 전체 또는 일부를 반복하는 것)을 통한 단어 형성이다. 다른 오스트로네시아어족 언어들처럼 음소 체계가 작아서, 적은 수의 소리들이 빈번하게 사용된다. 대다수는 영어의 [str]과 같은 자음군이 허용되지 않는다. 또 대부분 모음의 개수가 보통 5개 정도로 적다.

## 주요 언어
핵심 말레이폴리네시아어파 언어들은 약 2억 3천만 명이 사용하며 말레이어(말레이시아어와 인도네시아어), 순다어, 자와어, 부기어, 발리어, 아체어가 포함된다. 또한 톨라이어, 키리바시어, 피지어, 그리고 하와이어, 마오리어, 사모아어, 타히티어, 통가어가 속하는 폴리네시아어군을 포괄하는 오세아니아어군도 포함된다. 말레이어는 싱가포르와 브루나이의 토착 공용어이기도 하다.
필리핀어군은 말레이폴리네시아어파 내에서 가장 언어학적으로 고형(古形)인 분기군으로, 타이완의 란위섬, 필리핀 제도 전체, 인도네시아의 술라웨시 북부에서 약 1억 명이 사용한다. 필리핀어군에는 타갈로그어(필리핀어), 세부어, 일로코어, 힐리가이논어, 중부 비콜어, 와라이어, 카팜팡안어 등 각각 3백만 명 이상이 사용하는 언어들을 포함한다.

## 분류

서말레이폴리네시아어군 (밑의 세 어군은 중동말레이폴리네시아어군)
필리핀어군 (대만의 야미어 포함)
보르네오어군
기타 서말레이폴리네시아어군 (차모로어가 표시되지 않음)
중앙말레이폴리네시아어군
남할마헤라서뉴기니어군
오세아니아어군

오세아니아어군
애드미럴티제도어군과 야프어
성마티아어군
서오세아니아어군
테모투어군
남동솔로몬어군
남오세아니아어군
미크로네시아어군
피지폴리네시아어군

### 대만 제어와의 관계
말레이폴리네시아어파 언어들은 동대만어파와 여러 가지 음운 및 어휘 혁신을 공유하는데, 예컨대 오스트로네시아조어의 *t, *C가 /t/로, *n, *N이 /n/으로 각각 합류했고, *S가 /h/로 대체되었고, *lima '다섯'과 같이 다른 대만 제어에서 발견되지 않는 어휘 항목이 존재한다. 그러나 어느 하나의 어파에도 딱 들어맞지는 않는다.

### 내적 분류
말레이폴리네시아어파는 수는 많으나 크기는 작은 지역별 언어군들로 이루어져 있으며, 예외적으로 널리 받아들여지는 대규모 분기군은 오세아니아어군뿐이다. 이 어군의 조상 언어이자 말레이폴리네시아조어의 후손 언어인 오세아니아조어는 음운, 어휘, 형태론, 통사론 등 모든 측면에서 재구된 상태이다. 말레이폴리네시아어파 내의 다른 대규모 분기군은 모두 논란의 대상이다.

#### 블러스트 (1993)
말레이폴리네시아어파의 하위 분류에 있어 가장 영향력 있는 제안은 로버트 블러스트의 것으로, 수 편의 논문을 통해 이 어파가 크게 서말레이폴리네시아어군과 중동말레이폴리네시아어군의 두 어군으로 나뉜다고 주장했다.
중동말레이폴리네시아어군은 하위 분류군으로 널리 인정받으나, 계통적으로 유효한 분기군인지에 대해서는 반론이 제기된 바 있다. 반면, 서말레이폴리네시아어군은 현재 (블러스트 자신을 포함해) 일반적으로 계통적인 관계가 없는 포괄적 용어로 여긴다. 중동말레이폴리네시아어군 가설이 맞다면, 말레이폴리네시아어파는 다음과 같은 하위 분류군들로 나뉜다(이보다 큰 수준의 하위 분류군에 대한 제안은 아래에 제시되어 있다).
- 필리핀어군
  - 바탄어군
  - 북루손어군
  - 중앙루손어군
  - 북민도로어군
  - 확대 중앙필리핀어군
  - 칼라미안어군
  - 남민다나오어군
  - 상이르어군
  - 미나하사어군
  - 우미라이 두마게트어
  - 마니데이나그타어군
  - 아티어
- 사마바자우어군
- 북보르네오어군
  - 북동사바어군
  - 남서사바어군
  - 북서라왁어군
- 카얀무릭어군
- 육지다약어군
- 바리토어군 (말라가시어 포함)
- 모클렌어군
- 말레이참어군
  - 말레이어군
  - 참어군
- 북서수마트라평행사도어군 (아마도 엥가노어 포함)
- 르장어
- 람풍어
- 순다어
- 자와어
- 마두라어
- 발리사삭숨바와어군
- 술라웨시어군
- 남술라웨시어군
- 팔라우어
- 차모로어
- 중동말레이폴리네시아어군
  - 중앙말레이폴리네시아어군
    - 숨바플로레스어군
    - 플로레스름바타어군
    - 셀라루어군
    - 케이타님바르어군
    - 아루어군
    - 중앙말루쿠어군
    - 티모르어군 (또는 티모르바바르어군)
    - 코위아이어
    - 테오르쿠르어

  - 동말레이폴리네시아어군
    - 남할마헤라서뉴기니어군
    - 오세아니아어군 (약 450개 언어)

최근 "재발견된" 수마트라의 나살어는 계통 상의 위치가 아직 불확실하지만, 어휘와 음운 변천사의 특징 대부분이 람풍어나 르장어 중 하나와 비슷하다.

## 참고 문헌
- Fay Wouk and Malcolm Ross (ed.), The history and typology of western Austronesian voice systems. Australian National University, 2002.
- Austronesian Basic Vocabulary Database, 2008.

## 같이 보기
- 말레이폴리네시아조어